# Thelcticopis serambiformis
Thelcticopis serambiformis är en spindelart som beskrevs av Embrik Strand 1907. Thelcticopis serambiformis ingår i släktet Thelcticopis och familjen jättekrabbspindlar. Inga underarter finns listade i Catalogue of Life.